# Оймур
Оймур (рос. Оймур) — село Кабанського району, Бурятії Росії. Входить до складу Сільського поселення Оймурське.
Населення — 1380 осіб (2015 рік).